# Exorista fasciata
Exorista fasciata är en tvåvingeart som först beskrevs av Fallen 1820.  Exorista fasciata ingår i släktet Exorista och familjen parasitflugor. Arten är reproducerande i Sverige. Inga underarter finns listade i Catalogue of Life.